# Élections constituantes de 1946 dans le Lot
Les élections constituantes françaises de 1946 se tiennent le 2 juin. Ce sont les deuxièmes élections constituantes, après le rejet du projet de Constitution française du 19 avril 1946 lors du référendum du 5 mai.

## Mode de scrutin
L'assemblée constituante est composée de 586 sièges pourvus au scrutin proportionnel plurinominal suivant la règle de la plus forte moyenne dans chaque département, sans panachage ni vote préférentiel.
Dans le département du Lot, trois députés sont à élire.

## Élus
| Député sortant    | Parti | Parti | Député élu ou réélu | Parti | Parti |
| ----------------- | ----- | ----- | ------------------- | ----- | ----- |
| Henri Thamier     |       | PCF   | Henri Thamier       |       | PCF   |
| Georges Archidice |       | SFIO  | Georges Archidice   |       | SFIO  |
| Abel Bessac       |       | MRP   | Abel Bessac         |       | MRP   |

## Résultats

### Résultats à l'échelle du département
| Parti    | Parti                                          | Tête de liste     | Résultats | Résultats | Sièges |  |
| Parti    | Parti                                          | Tête de liste     | Voix      | %         |        |  |
| -------- | ---------------------------------------------- | ----------------- | --------- | --------- | ------ |  |
|          | Mouvement républicain populaire                | Abel Bessac       | 29 591    | 34,18     | 1      |  |
|          | Parti communiste français                      | Henri Thamier     | 22 283    | 25,74     | 1      |  |
|          | Section française de l'Internationale ouvrière | Georges Archidice | 19 508    | 22,53     | 1      |  |
|          | Rassemblement des gauches républicaines        | Antoine Roux      | 15 205    | 17,56     | -      |  |
|          |                                                |                   |           |           |        |  |
| Inscrits | Inscrits                                       | Inscrits          | 106 864   | 100,00    | 3      |  |
| Votants  | Votants                                        | Votants           | 87 655    | 82,02     |        |  |
| Exprimés | Exprimés                                       | Exprimés          | 86 587    | 98,78     |        |  |